# Vriesea jonghei
Vriesea jonghei är en gräsväxtart som först beskrevs av Karl Heinrich Koch, och fick sitt nu gällande namn av Charles Jacques Édouard Morren. Vriesea jonghei ingår i släktet Vriesea och familjen Bromeliaceae. Inga underarter finns listade i Catalogue of Life.